# Alexander (Pfalz-Zweibrücken)
Alexander von Pfalz-Zweibrücken der Hinkende (* 26. November 1462; † 21. Oktober 1514 in Zweibrücken) war ab dem Jahre 1489 Fürst von Pfalz-Zweibrücken und Graf von Veldenz, zunächst zusammen mit seinem Bruder Kaspar.

## Leben

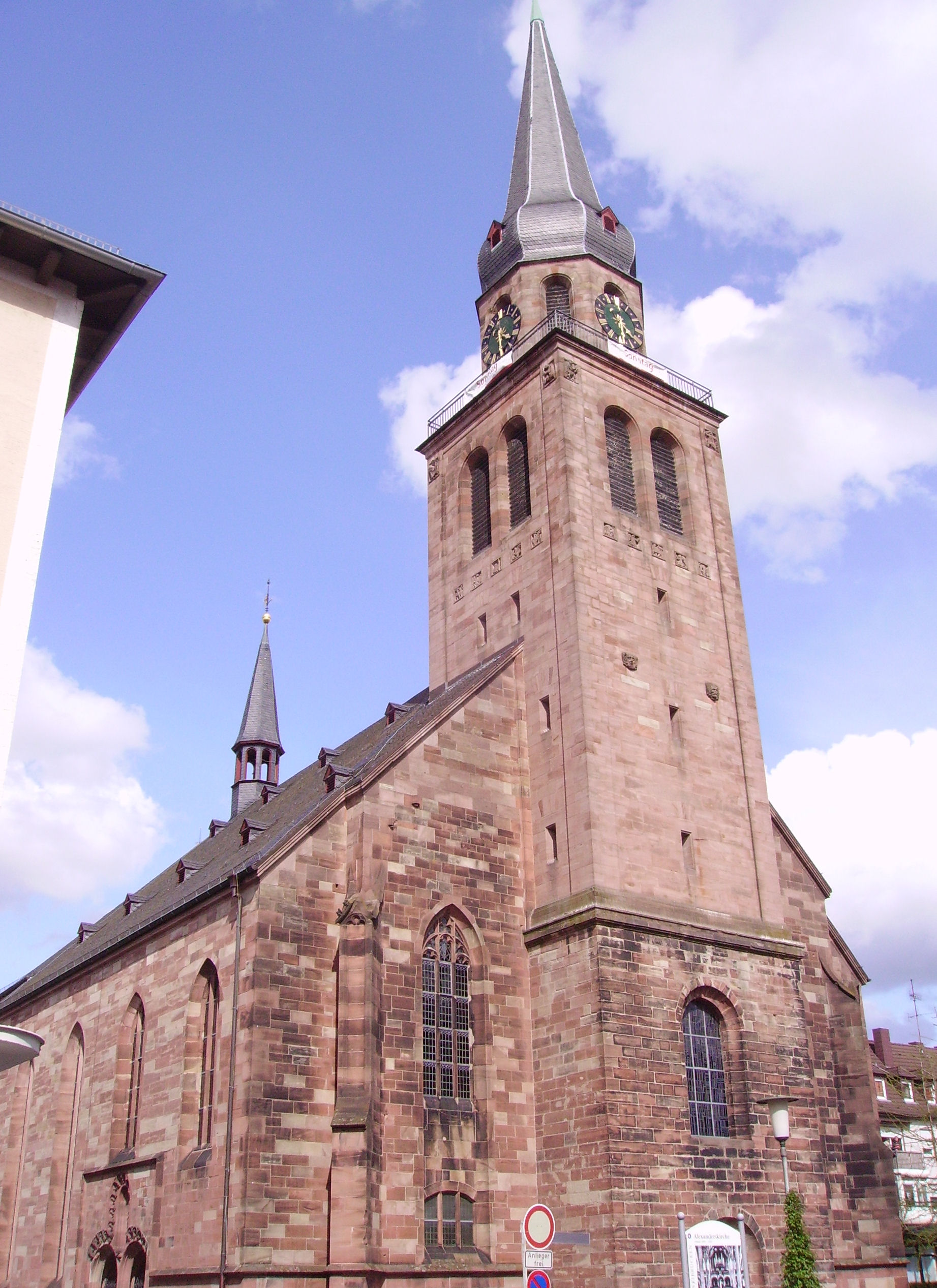
Die Alexanderskirche in Zweibrücken

Alexander war der zweite Sohn von Pfalzgraf Ludwig I. von Zweibrücken (1424–1489) aus dessen Ehe mit Johanna (um 1435–1504), Tochter des Antoine I. de Croÿ, Graf von Porcéan und Guines. In seiner Kindheit erkrankte der Prinz an den Blattern und blieb an einem Fuß gelähmt, was ihm den Beinamen „der Hinkende“ oder „der Lahme“ einbrachte.
Alexander folgte seinem Vater 1489 zusammen mit seinem älteren Bruder Kaspar in der Regierung. Kaspar wurde bald von Alexander gefangen gesetzt und blieb bis zu seinem Tod 1527 auf Burg Veldenz eingekerkert.
Im Jahr 1495 begab sich Alexander mit seinem Vetter Bischof Antoine de Croÿ und seinem Schwager Graf Johann Ludwig von Nassau-Saarbrücken auf Pilgerfahrt ins Heilige Land, wo er selbst, sein Schwager und ihre Begleiter Schweickhardt von Sickingen, Stephan von Veningen und Heinrich von Schwarzenberg am Heiligen Grab in Jerusalem zu Rittern vom Heiligen Grab geschlagen wurden. Das Reisetagebuch erschien 1584 im Druck. Alexander ließ die später nach ihm benannte Zweibrücker Alexanderskirche erbauen. Oft wird ein Bezug zwischen der Pilgerfahrt und dem Kirchenbau hergestellt.
Alexander wählte stets weltliche Beamte zu seinen Kanzlern und Ratgebern, wiewohl er als äußerst fromm galt. Im Landshuter Erbfolgekrieg agierte Alexander mit Ermunterung Kaiser Maximilians durch Eroberung und Brandschatzung zahlreicher Klöster. Auf dem Reichstag zu Köln 1505 wurde Frieden geschlossen. Kurpfalz und Pfalz-Zweibrücken schlossen bei dieser Gelegenheit auch einen Erbverbrüderungsvertrag. Alexander gab das Amt Landeck zurück und verzichtete auf die Erbansprüche der Linie Pfalz-Mosbach-Neumarkt. Alexander erhielt dafür das Amt Kleeburg und den kurpfälzischen Anteil der Gemeinschaft Guttenberg.
Unter dem Einfluss des Gelehrten Jakob Wimpheling legte Alexander Kaiser Maximilian 1510 die Gravamina oder zehn Beschwerden vor, die den Pfründenhandel in Rom anprangerten. Die Gravamina ließ Alexander erneut beim Reichstag in Trier 1512 durch seinen Kanzler Adam von Sötern vortragen.
Alexander wurde durch seinen Sohn Ludwig zum Stammvater sowohl aller Kurfürsten von der Pfalz ab 1685 als auch der bayerischen Könige.

## Ehe und Nachkommen
Alexander heiratete 1499 in Zweibrücken Margarete (1480–1522), Tochter des Grafen Kraft VI. von Hohenlohe in Neuenstein, mit der er folgende Kinder hatte:
- Johanna (1499–1537),  Nonne im St. Agnes Kloster in Trier
- Ludwig II. (1502–1532), Pfalzgraf und Herzog von Pfalz-Zweibrücken

⚭ 1525 Prinzessin Elisabeth von Hessen (1503–1563)
- Georg (1503–1537), Domherr zu Trier
- Ruprecht (1506–1544), Pfalzgraf und Herzog von Veldenz

⚭ 1537 Wild- und Rheingräfin Ursula zu Salm-Kyrburg (1515–1601)
- Margarete (1509–1522), Nonne im Zisterzienserinnenkloster Marienberg bei Boppard
- Katharina (1510–1542), zunächst Nonne im Kloster Marienberg[4]

⚭ vor 1541 Graf Otto IV. von Rietberg (1520–1552)
Alle heute lebenden Wittelsbacher stammen von Alexander ab.